# Гаврилюк, Петр Мелентьевич
Петр Мелентьевич Гаврилюк (укр. Петро Мелентійович Гаврилюк) – украинский революционный деятель периода Октябрьской революции 1917 года, балтийский матрос, большевик. Участник штурма Зимнего дворца в Петрограде (25-26 октября 1917 года) и Гражданской войны на Украине (1917-1921 годы), соратник командира украинского Червоного казачества, комкора В.М. Примакова.

## Биография
Родился в 1892 году в местечке Кузьмин Староконстантиновского уезда Волынской губернии в семье крестьянина. Закончил Кузьминское одноклассное народное училище. В юности работал в хозяйстве у отца. Перед Первой мировой войной был призван на военную службу. Проходил службу на минном заградителе «Амур», который совместно с крейсером «Аврора» дал старт революционной эпохе 1917 года в Петрограде. В период Первой Мировой войны «Амур» принимал участие в минно-заградительных операциях на Балтийском море, выставив 400 мин в Ирбенском проливе в ходе Моонзундского сражения. В то время на корабле возникла подпольная большевистская группа к которой примкнул П.М. Гаврилюк. В феврале 1917 года экипаж «Амура», стоявшего в Гельсингфорсе, одним из первых на флоте поднял красный флаг.  В дни Октябрьской революции матросы "Амура", среди которых был и П.М. Гаврилюк, штурмовали Зимний дворец, участвовали в аресте членов Временного правительства, охраняли Здание Смольного.
В августе 1917 года П.М. Гаврилюк принимал участие в ликвидации Корниловского мятежа, отличился в боях под Гатчиной. Как активный участник Октябрьской революции был избран делегатом II Всероссийского съезда Советов рабочих и солдатских депутатов, на котором были приняты Декреты о мире и о земле. По итогам съезда вошел в состав Всероссийского Центрального Исполнительного Комитета (ВЦИК). Позже совместно с 2-м Балтийским флотским экипажем, в составе которого был также матрос А.Г. Железняков («Железняк»), принял участие в ликвидации заговора кадетов в Москве.
По поручению Н.И. Подвойского занимался организацией Красной гвардии на участке Юго-Западного фронта в Луцке. В результате было сформировано два красногвардейских отряда: пеший и конный под командованием В.И. Киквидзе. Избирается членом Военно-Революционного комитета Юго-Западного фронта и переезжает в Ровно, где продолжает заниматься организацией красногвардейских отрядов. После отправляется в штаб 11-й армии в Староконстантинов, где во время наступления немецких войск ведет подпольную агитационную работу и организацией партизанских отрядов. Во главе одного из сформированных партизанских отрядов осенью 1918 года ведет бои с украинскими гайдамаками и Сечевыми стрельцами (укр. Січові Стрільці), несколько подразделений которых были разгромлены партизанами под Староконстантиновым.
После перехода власти к Директории УНР, отряд П.М. Гаврилюка был распущен и пребывал на нелегальном положении в Кузьмине. В ходе отступления войск УНР в марте 1919 года принял активное участие в разгроме дивизии активного деятеля эпохи гражданской войны на Украине, доктора И.М. Луценко. Дивизия была полностью уничтожена (укр. "порубана на шматки") конницей в районе железнодорожной станции в городе Красилов. В 2012 году на этой станции в Красилове установили мемориальную доску И.М. Луценко. В этом бою червоными козаками командовал В.М. Примаков, который писал, что "...Гаврилюк П.М. в марте 1919 года в бою около м. Кузьмин оказал большие услуги Червоному козачеству, сообщил о перемещениях противника, провел конную сотню в засаду около Кузьмина, сам с партизанами принял участие в бою, где был тяжело ранен в живот и бедро" (пер. с украинского)
В декабре 1920 года становится членом Кузьминского революционного комитета, а в 1921 году – первым главой Кузьминского сельского совета. В дальнейшем неоднократно избирался на эту должность (в 1924 г., 1927-1928 гг., 1930-1931 гг.). До 1924 года был единственным представителем партии большевиков в Кузьмине и обладал влиянием на события и процессы, происходившие в этой местности в 20-е годы XX века. Современники характеризовали его как человека жесткого, смелого и способного отстаивать собственное мнение. Вел борьбу с отрядами бандитов, которые постоянно грабили и угрожали жителям округи.
В целом поддерживая экономический курс большевиков, обладал собственным видением развития хозяйства на селе. Несмотря на занимаемые должности, не беспокоился о собственном благосостоянии: жил на пенсию, имел 0,5 десятин земли, домашний скот не держал. Этим вызывал непониманию у односельчан, которые также отмечали его одержимость в отстаивании большевистских идеалов.
В 1928 году П.М. Гаврилюк, на основе поступившего доноса, получает партийный выговор, на него заводят дело. Органы ГПУ фабрикуют сведения о создании П.М. Гаврилюком в Кузьмине контрреволюционной организации и ведение антисоветской агитации. В 1933 году во время партийной чистки его исключают из ВКП(б). После поездки в Киев в 1934 году восстанавливается в партии. Из-за полученных в ходе Гражданской войны ранений и ухудшившегося здоровья, П.М. Гаврилюк много времени проводит в госпитале в Киеве, где и умирает в 1937 году.

## Память
П.М. Гаврилюк похоронен на Лукьяновском кладбище в Киеве (совр. Государственный историко-мемориальный Лукьяновский заповедник). Лукьяновское кладбище является одним из старейших в Киеве, ставшим местом упокоения многих известных лиц – военачальников, ученых, политиков, композиторов, писателей и деятелей церкви. На надгробии с фотографией П.М. Гаврилюка в матросской форме выбито "Старый большевик, участник вооруженного восстания в Петрограде и Гражданской войны на Украине, матрос Гаврилюк Петр Мелентьевич. 21.VI.1892 - 5.XII.1937. От Киевского горисполкома. 1958 год" (пер. с украинского).
Как отмечает С. Смолянников "...в годы становления «новой власти рабочих и крестьян» имя этого революционного матроса было на слуху у многих. Он не был таким известным военачальником или революционным комендантом, как Матрос Железняк, но его, участника революционных событий, вошедших в историю, как Октябрь-1917, в том числе и участника «Штурма Зимнего Дворца», знали и признавали все большевики-ветераны. Как знали его и советские военачальники, ведь матрос Гаврилюк и был тем самым «матросом Гаврилой», который «беспощадной рукой» наводил в Украине порядок во время Гражданской войны".